# Slyde
Slyde est un super-vilain créé par Marvel Comics. Il est apparu pour la première fois dans Amazing Spider-Man #272 en 1986.

## Origines
Ingénieux chimiste, Jalome Beacher inventa un revêtement sans friction. Décidé à monter sa propre entreprise, il ne put hélas trouver d'investisseur et les banques refusèrent de lui faire un prêt. Il entreprit alors de voler l'argent et utilisa sa découverte pour fabriquer une combinaison. Beacher se surnomma le Slyde.
Il tenta ensuite de faire chanter ses concurrents, liés à la mafia, et se retrouva opposé à Spider-Man.
Slyde fit partie d'une incarnation des Maîtres du mal.
Beacher échoua en prison, et son beau-frère Matt emprunta le costume. Il fut tué par Elektra, contrôlée par la Main.

### Civil War
Dans Civil War, Slyde fit partie des vilains recrutés par le Baron Zemo pour servir de chasseurs de héros ayant refusés de s'enregistrer.
En parallèle, Jalome s'associa avec le Piégeur et Hammerhead, qui tentait de prendre l'avantage sur les super-héros pendant la Guerre. Les négociations ne se passèrent pas comme prévu, et l'assassin de la pègre Underworld (en) abattit Beacher d'une balle dans la tête.
Le costume fut récupéré par la police et est désormais utilisé par un policier infiltré.

## Pouvoirs
- Le costume de Slyde est recouvert d'une substance non adhérente, limitant la friction. Il est extrêmement glissant, et la toile de Spider-Man ne peut y coller. Le costume est matelassé et offre une résistance limitée contre de faibles impacts comme des chutes ou des coups de poing. Le visage est protégé par un masque.
- Beacher possédait un bon niveau athlétique, et grâce à  son costume, il pouvait sprinter pendant un court moment.
- Beacher est un chimiste de formation.
- On l'a déjà vu utiliser un katana et des shurikens, même s'il n'est pas particulièrement doué au combat.